# 安政小判
安政小判（あんせいこばん）は、安政6年5月25日（1859年6月25日）から鋳造が始まり同年6月1日（1859年6月30日）より通用開始された一両としての額面を持つ小判である。正字小判（せいじこばん）とも呼ばれる。また安政小判および安政一分判を総称して安政金（あんせいきん）あるいは正字金（せいじきん）と呼ぶ。

## 概要
表面には鏨（たがね）による茣蓙目が刻まれ、上下に桐紋を囲む扇枠、中央上部に「壹两」下部に「光次（花押）」の極印、裏面は中央に花押、下部の左端に小判師の験極印と吹所の験極印、さらに右上に「正」字が打印されている。極印を「政」字とせず「正」字としたのは字画を少なくし発音を合わせたためである

## 略史
嘉永6年（1853年）、浦賀沖の黒船来航により幕府は開港を迫られ、安政3年9月（1856年）に下田御用所において日本貨幣と西洋貨幣との交換比率を定めるための交渉が行われた。米国総領事ハリスは金貨、銀貨はそれぞれ同一質量をもって交換すべきで、1ドル銀貨の約1/3の量目（質量）である天保一分銀3枚を持って1ドルに換えるべきと主張した。一方、幕府側は、一分銀は名目貨幣であり、金貨4ドル分の金を含有する本位貨幣である小判の兌換券に相当するものであるため、1ドル＝1分であると主張した。結局、米国側に押し切られ、1ドル＝3分の交換比率を承諾することになる。このため外国人大使は1ドル銀貨をまず一分銀3枚に交換し、両替商に持ち込んで4枚を小判に両替して、国外に持ち出し地金として売却すれば莫大な利益が得られるというものであった。
しかし、小判の鋳造量は衰退し、市場では二朱判および一分銀のような名目貨幣が凌駕するような状態であったため、交換は思うようには進まず、また実質的には地金価値に近い相場が形成されていたため計算通りに利益を生むものではなかった。それでも両替を5-6サイクルは繰り返すことが可能であったのであり、小判の流出が多額に上り国内の深刻な金貨の不足を起こすような危機には違いなかった。小判の流出額の推定値は、小は1万両説から大は2,000万両説まである。流出額は、820-860万両、最高で100万両、50万両内外、10万両などと推定されている。
そこで、天保小判に対し量目を4/5倍に低下させ、金品位はそのままとした安政小判と、量目がほぼ1ドル銀貨の半分である、安政二朱銀を発行し、これにより1ドル＝一分に誘導し、かつ金銀比価を国際水準に対し金高に設定された約1:17.2に是正する目論見であった。これに伴い安政6年5月25日（1859年6月25日）に幕府は天保金に対し25%の割増通用の触書を出した。一方、二朱銀については一分銀をも上回る含有銀量であり、銀地金の確保が困難なこともあり出目獲得を目的とした貨幣の発行に慣れた幕府にとって多量に発行できるものでなかったため、使用は貿易取引に限定するものとした。
しかし、1ドルの日本国内での購買力を1/3に低下させるこの政策にハリスら外国人大使は激しく抗議し、この安政小判および二朱銀は僅か3ヶ月足らずの安政6年8月11日（1859年9月7日）をもって鋳造停止となるに至った。
安政7年1月20日（1860年2月11日）に、追って小判の改鋳を行うとして2月1日（1860年2月22日）より1枚を2両2分3朱に増歩通用させる触書が出されたが、明治7年（1874年）9月5日の古金銀通用停止をもって廃貨となった。
鋳造期間も短く直ちに回収されほとんど流通せず、鋳造量も正徳小判に次いで少ないため現存数は稀少である。

## 安政一分判
安政一分判（あんせいいちぶばん）は安政小判と同品位、1/4の量目でもってつくられた長方形短冊形の一分判であり、表面は上部に扇枠の桐紋、中央に横書きで「分一」、下部に桐紋が配置され、裏面は「光次（花押）」の極印が打たれている。裏面の右上に「正」の年代印が打たれていることは小判と同様であり、正字一分判（せいじいちぶばん）とも呼ばれる。

## 正字金の量目および品位
| 金銀 | 2.40匁 |
|      |        |

### 量目
小判の規定量目は二匁四分（8.98グラム）であり、一分判は六分（2.24グラム）である。
多数量の実測値の平均は、小判2.40匁（度量衡法に基づく匁、9.00グラム）、一分判0.61匁（同2.29グラム）である。
太政官による『旧金銀貨幣価格表』では、拾両当たり量目2.89010トロイオンスとされ、小判1枚当たりの量目は8.99グラムとなる。

### 品位
規定品位は七十七匁五分位（金56.77%）、銀43.23%である。
明治時代、造幣局により江戸時代の貨幣の分析が行われた。正字金の分析値の結果は以下の通りである。
| 貨種   | 成分 | 規定品位 | 太政官 | ディロン | 甲賀宜政 |
| ------ | ---- | -------- | ------ | -------- | -------- |
| 小判   | 金   | 56.77%   | 56.97% | 55.50%   |          |
| 小判   | 銀   | 43.23%   | 42.82% | 44.20%   |          |
| 小判   | 雑   | -        | 0.21%  |          |          |
| 一分判 | 金   | 56.77%   | 同上   | 57.00%   |          |
| 一分判 | 銀   | 43.23%   | 同上   | 42.95%   |          |
| 一分判 | 雑   | -        | 同上   |          |          |

## 正字金の鋳造量
『旧貨幣表』によれば、小判および一分判の合計で351,000両である。